# Mayen
Mayen is een plaats in de Duitse deelstaat Rijnland-Palts, gelegen in de Landkreis Mayen-Koblenz. De plaats telt 19.284 inwoners.

## Kernen
De volgende stadsdelen maken deel uit van Mayen:
- Alzheim
- Hausen (Mayen)
- Kürrenberg
- Nitztal

## Bezienswaardigheden
- Genovevaburcht
- Sint-Clemenskerk
- Heilig Hartkerk
- in de omgeving: Slot Bürresheim

## Partnersteden
- Joigny (Frankrijk)
- Godalming, Verenigd Koninkrijk
- Uherské Hradiště, Tsjechië
- Cyabingo, Rwanda

## Geboren
- Heinrich Heimes (1855-1933), kunstschilder
- Josef Zilliken (1872-1942), priester
- Hans Ludwig Schilling (1927-2012), componist, muziekpedagoog, musicoloog en fagottist
- Horst Feilzer (1957-2009), voetballer
- Dominik Meffert (1981), tennisspeler
- Marc Hennerici (1982), autocoureur
- Jan Siewert (1982), voetbaltrainer

## Galerij

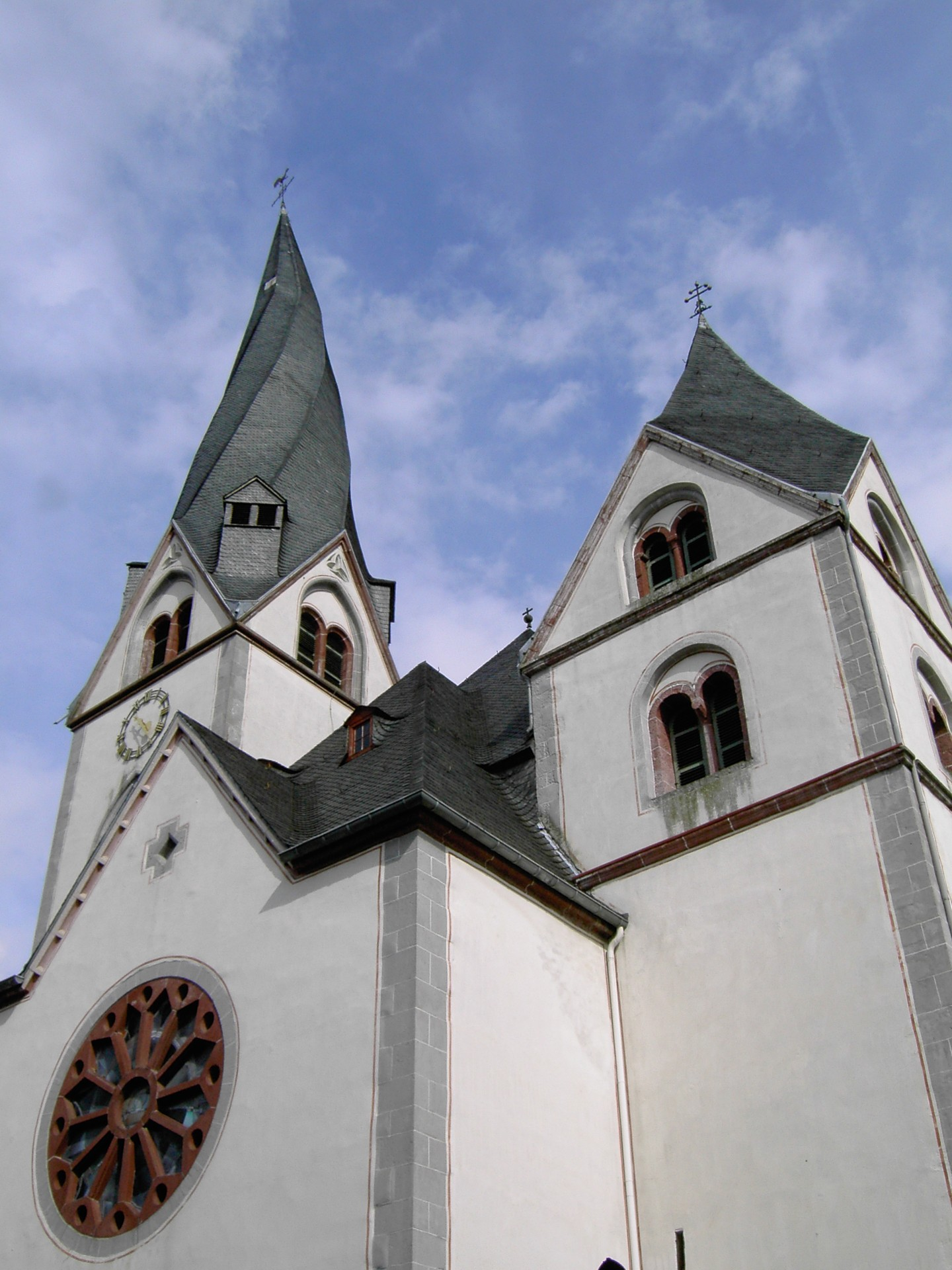
De gedraaide toren van de Sint-Clemenskerk
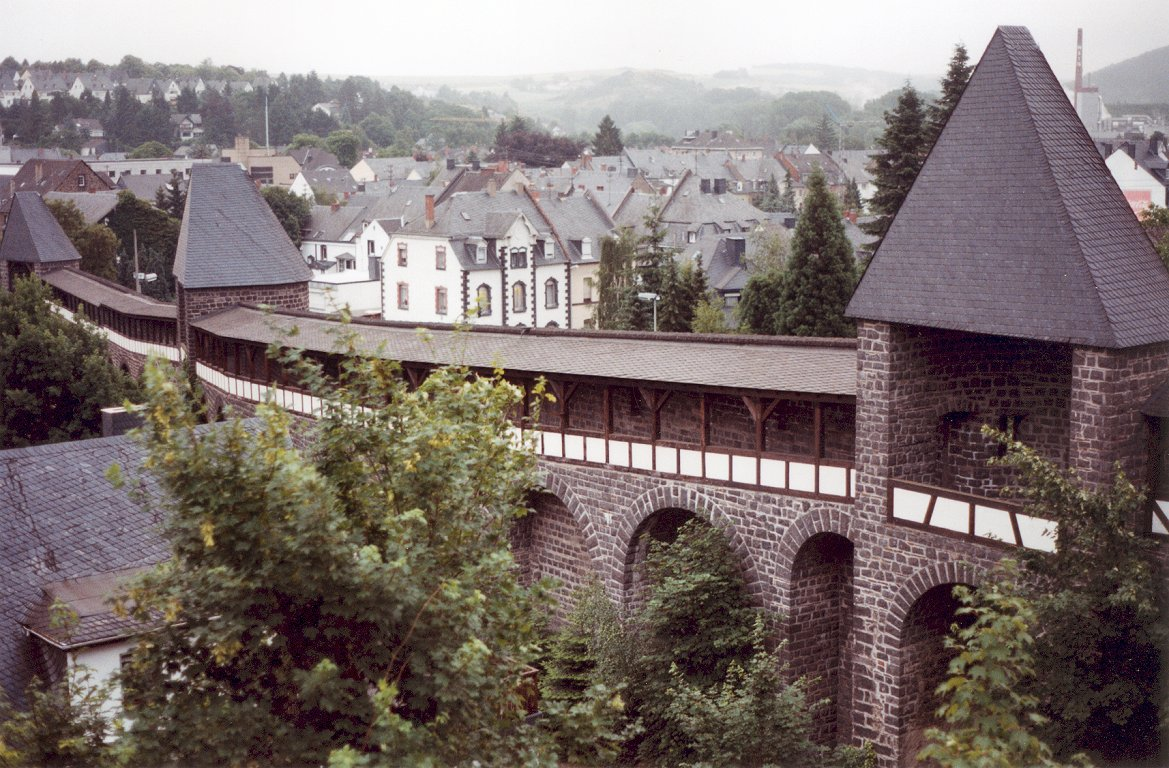
Stadsverdediging
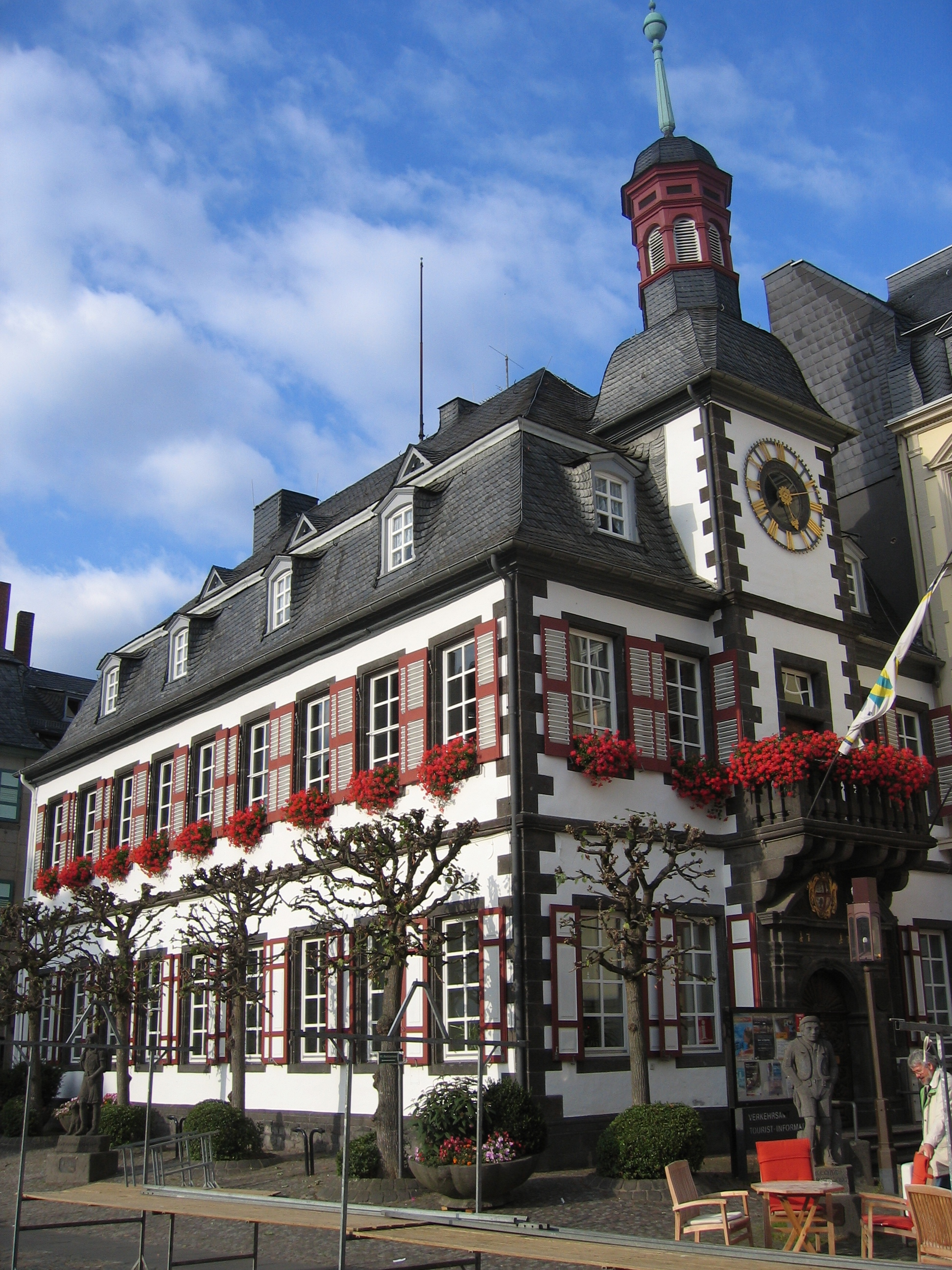
Het oude raadhuis

Acht ·
Alken ·
Andernach ·
Anschau ·
Arft ·
Baar ·
Bassenheim ·
Bell ·
Bendorf ·
Bermel ·
Boos ·
Brey ·
Brodenbach ·
Burgen ·
Dieblich ·
Ditscheid ·
Einig ·
Ettringen ·
Gappenach ·
Gering ·
Gierschnach ·
Hatzenport ·
Hausten ·
Herresbach ·
Hirten ·
Kalt ·
Kaltenengers ·
Kehrig ·
Kerben ·
Kettig ·
Kirchwald ·
Kobern-Gondorf ·
Kollig ·
Kottenheim ·
Kretz ·
Kruft ·
Langenfeld ·
Langscheid ·
Lehmen ·
Lind ·
Löf ·
Lonnig ·
Luxem ·
Macken ·
Mayen ·
Mendig ·
Mertloch ·
Monreal ·
Mülheim-Kärlich ·
Münk ·
Münstermaifeld ·
Nachtsheim ·
Naunheim ·
Nickenich ·
Niederfell ·
Niederwerth ·
Nörtershausen ·
Oberfell ·
Ochtendung ·
Pillig ·
Plaidt ·
Polch ·
Reudelsterz ·
Rhens ·
Rieden ·
Rüber ·
Saffig ·
Sankt Johann ·
Sankt Sebastian ·
Siebenbach ·
Spay ·
Thür ·
Trimbs ·
Urbar ·
Urmitz ·
Vallendar ·
Virneburg ·
Volkesfeld ·
Waldesch ·
Weiler ·
Weißenthurm ·
Weitersburg ·
Welling ·
Welschenbach ·
Wierschem ·
Winningen ·
Wolken